# Christophe Priou
Pour les articles homonymes, voir Priou.
Christophe Priou, né le 2 mai 1958 à Nantes (Loire-Atlantique), est un homme politique français.

## Biographie

### Situation personnelle
Il est cadre de chambre de commerce et d'industrie en disponibilité.

### Parcours politique
Il est élu député le 16 juin 2002, pour la XIIe législature (2002-2007), dans la 7e circonscription de la Loire-Atlantique. Il est réélu en 2007 pour la XIIIe législature.
Il fait partie du groupe UMP.
En octobre 2012, il fait partie des dix-sept députés du groupe UMP (sur 195) à voter contre la ratification du pacte budgétaire européen.
Le 27 novembre 2012, il adhère au groupe Rassemblement UMP présidé par François Fillon .
Le 8 juillet 2013, il démissionne de son mandat de maire pour protester contre l'installation illégale de gens du voyage dans la commune de Guérande. Le 18 juillet, il revient sur sa décision qui n'avait pas encore été actée par la préfecture.
Il soutient François Fillon pour la primaire présidentielle des Républicains de 2016.
Il est élu sénateur le 24 septembre 2017 avec 462 voix, et devient membre de la Commission de l'aménagement du territoire et du développement durable.
Le 12 janvier 2020, il annonce lors de la cérémonie des vœux à l'Hôtel de ville de La Baule, son intention de  démissionner de son mandat de sénateur afin de céder sa place à la candidate LR aux élections municipales de Nantes Laurence Garnier, si celle-ci venait à échouer pour ravir la mairie à la candidate socialiste sortante, Johanna Rolland. Laurence Garnier était alors placée seconde sur la liste LR lors des élections sénatoriales de 2017 dans la Loire-Atlantique. Il démissionne le 31 octobre 2020.

### Mandats
- 20 mars 1989 - 18 juin 1995 : adjoint au maire du Croisic (Loire-Atlantique).
- 28 mars 1994 - 18 mars 2001 : conseiller général de la Loire-Atlantique.
- 19 juin 1995 - 18 mars 2001 : maire du Croisic.
- 19 mars 2001 - 8 juillet 2002 : vice-président du conseil général de la Loire-Atlantique.
- 16 mars 2008 - 4 avril 2014 : maire de Guérande.
- 19 juin 2002 - 20 juin 2017 : député de la 7e circonscription de la Loire-Atlantique (réélu en 2007 et en 2012).
- 1er octobre 2017 - 31 octobre 2020 : sénateur de la Loire-Atlantique.

Mandats locaux en cours :
- Vice-Président de la communauté d'agglomération « Cap Atlantique » depuis 2003.

### Tentative d'assassinat par colis piégé
Le 24 novembre 2000, à La Baule-Escoublac, un colis piégé qui lui était destiné, livré quelques mois plus tôt et contenant une chaîne Hifi dissimulant un bidon de bière rempli d'explosifs, tue un technicien (Jacques Leparoux) qui préparait un pot de départ dans la salle de réunion du Syndicat intercommunal de la Côte d'Amour et de la presqu'île guérandaise (SICAPG), chargé des questions d'environnement de la presqu'île de Guérande. Le coupable de l'attentat est un jeune militant d'extrême droite alors âgé de 29 ans, Philippe Rivet, qui souhaitait se présenter aux cantonales de 2001 contre Christophe Priou. Il est condamné à 28 ans de prison aux assises de Loire-Atlantique en 2004.